# Patkineti
Patkineti (en georgiano: ფათქინეთი) o Tsadbin (en osetio: Цадбын) es una aldea que pertenece a la parcialmente reconocida República de Osetia del Sur, parte del distrito de Znaur, aunque de iure pertenece al municipio de Tighvi de la región de Iberia Interior de Georgia.

## Geografía
Patkineti se encuentra en la unión de los ríos Froni Occidental y Shua Froni, a 5 km de Kornisi. 

## Historia
De 1922 a 1990, formó parte del distrito de Znaur del óblast autónomo de Osetia del Sur, siendo de mayoría osetia. De 1990 a 2006, formó parte del raión de Kareli y, desde 2006, forma parte del municipio de Tighva. 

## Demografía
La evolución demográfica de Patkineti entre 1939 y 1989 fue la siguiente:
| 191                                                      | 136 | 111 | 79 | 49 |
| (Fuente: Population of South Ossetia since Soviet times) |     |     |    |    |

Según el censo soviético de 1959, la mayoría de la población local eran osetios.